# La Dame en noir 2 : L'Ange de la mort
Série
La Dame en noir
(2012)
Pour plus de détails, voir Fiche technique et Distribution.
 (août 2023).
La Dame en noir 2 : L'Ange de la mort ou La Dame en noir : Ange de la mort au Québec (The Woman in Black 2: Angel of Death) est un film d'horreur britanno-canado-américain réalisé par Tom Harper, sorti en 2014.
Le film commence alors que, évacués de Londres pendant les bombardements de la Seconde Guerre mondiale, un groupe de huit élèves, emmenés par la directrice Jean Hogg et Eve Parkins, une jeune institutrice, arrive dans le petit village de Crythin Gifford dans le nord-est de l'Angleterre. Leur destination est la Maison des marais. Un imposant manoir délabré sur une île isolée du continent. Leur présence réveille une force maléfique qui hante cette imposante demeure depuis des décennies. De l'obscurité va surgir l'esprit démoniaque et vengeur de la Dame en noir.
Il s'agit d'une suite de La Dame en noir sorti en 2012.

## Synopsis
30 ans après les événements du premier film, Eve Parkins et ses élèves et la directrice Jean Hogg sont isolées jusqu'à Crythin Gifford. Eve fait la connaissance du pilote Harry Burnstow et puis Eve arrive en ville et elle est face à un cinglé nommé Jacob et elle prend la fuite. 
Eve et Jean n'approuvent pas le manoir dans lequel elles vont devoir accueillir les élèves mais elles n'ont pas d'alternatives et sont obligées de s'installer dans la lugubre demeure. Le soir venu Eve fait un cauchemar au sujet d'un enfant qu'elle a dû abandonner et puis elle entend un bruit dans la cave et elle découvre un message qui la réprimande au sujet d'avoir dû abandonner son enfant et elle voit la dame en noir. Au matin Edward un enfant muet et orphelin à la suite de la mort de ses parents durant les bombardements est martyrisé par deux enfants cruels et voit la Dame en noir dans la nurserie du manoir. Eve trouve une chose anormale sur Edward et elle remarque que Edward tient une poupée étrange. Puis cette nuit, l'un des enfants qui avaient persécuté Edward est attiré hors de la maison par la Dame en Noir. Le lendemain sur la plage, Eve découvre horrifiée l'enfant mort, mutilé par du fil barbelé.
Ensuite, Eve découvre de vieilles tombes abandonnés, dont celle de Nathaniel Drablow, elle voit la dame en noir, Eve se lance à sa poursuite jusqu’à la plage et est hantée par des visions de Nathaniel Drablow, et notamment son décès prématuré. Dans la demeure, Eve et Harry écoutent un ancien enregistrement crée par Alice Drablow avant de mourir des mains de la dame en noir qui est Jennet Humfrye, la sœur d'Alice Drablow et la mère biologique de Nathaniel. Jennet Humfrye hante Eve en raison de la mort prématurée de Nathaniel et le fait qu'Eve a préféré abandonner son enfant nouveau-né plutôt que de l'élever. Eve se retrouve dans la ville fantôme et confrontée à Jacob qui est aveugle et il est devenu fou à cause de la mort des enfants et cherche à tuer Eve, sous prétexte de calmer la colère de la dame en noir.
De retour dans la maison, Jean remarque une fille manipulée par la dame en noir en voulant s'étrangler à mort mais heureusement elle réussit à sauver la fillette juste à temps. Mais durant un raid aérien, la fillette meurt cette fois en s'étouffant avec un masque à gaz, après la mort tragique de la fillette, Harry les emmène à l'aérodrome remplit de leurres. On apprend que Harry est le seul survivant d'un accident lors d'une mission et il a perdu désormais son poste de pilote. Eve s'inquiète pour Edward et pense qu'il est décédé, brûlé vif par les flammes d'un brasero, lorsque la dame en noir les a suivi. Eve découvre soulagée que Edward est vivant et elle apprend que la dame en noir la veut personnellement et Eve se rend sur l'ile. Eve remarque que Edward va marcher dans le marais où Nathaniel a été tué et Eve se précipite sur Edward et ils sont trainés dans la boue par la dame en noir, manquant de mourir noyés dans la boue du marais. Ensuite Harry arrive et se sacrifie pour secourir Edward et Eve.
Quelques mois après, Eve a adopté Edward et l'élève comme son fils et s'installent à Londres où ils vivent tous les deux. Ils pensent qu'ils sont échappés à la dame en noir et ensuite quittent ensemble leur domicile de Londres mais la Dame en noir apparaît et brise le verre montrant une photo d'Harry et son équipage durant la guerre.

## Fiche technique
- Titre original : The Woman in Black 2: Angel of Death
- Titre français : La Dame en noir 2 : L'Ange de la mort
- Titre québécois : La Dame en noir : Ange de la mort
- Réalisation : Tom Harper
- Scénario : Jon Croker, d'après une histoire de Susan Hill
- Musique : Marco Beltrami et Brandon Roberts
- Direction artistique : Claudio Campana, Toby Riches et Andrew Munro
- Décors : Jacqueline Abrahams
- Costumes : Annie Symons
- Photographie : George Steel
- Son : Stuart Hilliker, Forbes Noonan et Lee Walpole
- Montage : Mark Eckersley
- Production : Tobin Armbrust, Ben Holden, Richard Jackson et Simon Oakes

Production déléguée : Roy Lee, Wade Barker, Neil Dunn, Guy East, Ryan Kavanaugh et Xavier Marchand
Production déléguée : Marc Schipper, Nigel Sinclair, Tucker Tooley, Richard Toussaint et Graeme Witts
Production associée : Susan Hill, Aliza James, Jillian Longnecker, Laura Wilson et Spyro Markesinis
Coproduction : Jane Hooks et Ian Watermeier
Coproduction déléguée : Ross Jacobson, Toby Moores, Sheldon Rabinowitz, Mark Roberts et Wendy Rutland
- Sociétés de production[1] :
  - Royaume-Uni : Hammer Films, Talisman Productions
  - Canada : Alliance Films
  - États-Unis : Vertigo Entertainment, Da Vinci Media Ventures, Exclusive Media Group
- Société de distribution :
  - Royaume-Uni : Momentum Pictures
  - Canada : Entertainment One
  - États-Unis : Relativity Media
  - France : Metropolitan FilmExport
- Budget : 15 millions de $ (estimation)[2]
- Pays d’origine :  Royaume-Uni,  Canada,  États-Unis
- Langue originale : Anglais
- Format[3] : couleur - Digital - 2,35:1 (Cinémascope) - son Dolby Digital
- Genres : épouvante-horreur, thriller, drame
- Durée : 98 minutes
- Dates de sortie[4] :
  - Royaume-Uni : 1er janvier 2015
  - États-Unis, Canada, Québec[5] : 2 janvier 2015
  - France, Suisse romande[6] : 14 janvier 2015
- Classification[7] :
  -  Royaume-Uni : Interdit aux moins de 15 ans (15 - Suitable only for 15 years and over)[8].
  -  Canada (Colombie-Britannique) : Les enfants de moins de 14 ans doivent être accompagnées d'un adulte (14A - 14 Accompaniment).
  -  Québec : 13 ans et plus (13+ / 13 years and over).
  -  États-Unis : Accord parental recommandé, film déconseillé aux moins de 13 ans (certificat #49334) (PG-13 - Parents Strongly Cautioned)[Note 1].
  -  France : Interdit aux moins de 12 ans (visa d'exploitation no 141376 délivré le 8 janvier 2015)[9],[10].

## Distribution
- Phoebe Fox (VF : Anne Tilloy ; VQ : Catherine Proulx-Lemay) : Eve Parkins
- Helen McCrory (VF : Anne Rondeleux ; VQ : Linda Roy) : Jean Hogg
- Jeremy Irvine (VF : Brice Ournac ; VQ : Gabriel Lessard) : Harry Burnstow
- Adrian Rawlins (VF : Jérôme Keen) : Dr Rhodes
- Oaklee Pendergast (en) (VQ : Matis Ross) : Edward
- Leanne Best (en) : la dame en noir
- Amelia Pidgeon : Joyce

Source : Rs Doublage

## Production

### Développement
Le 24 octobre 2013, la novélisation du film est commercialisée par Hammer Books (Random House) en Angleterre. Cette novélisation est écrite par l'auteur de polars Martyn Waites. Cependant, les critiques du livre sont généralement négatives,,.

### Musique
La bande originale du film est composée par Marco Beltrami. L'album des musiques du film a été mis en vente à partir du 30 décembre 2014 par Varèse Sarabande.

### Détail
Liz White n'a pas pu reprendre le rôle de la dame en noir et c'est Leanne Best (en) qui a pris la place.

### Projet de suite?
La dame en noir avait surgi à la fin et "La Dame en noir 3" n'a jamais été confirmée.

## Accueil

### Sorties internationales
Initialement prévue pour le 30 janvier 2015, la sortie du film a finalement été reportée au 1er janvier 2015. La première bande-annonce du film a été publiée en octobre 2014.

### Accueil critique
Le premier weekend après sa sortie (le samedi 17 janvier à 14 h 20), le film avait des avis globalement positifs auprès des critiques professionnels sur Allociné avec une moyenne de 3,3/5 (avec 3 critiques). Les avis du public sont cependant mitigés, avec une moyenne de 2,7 sur 5 avec 77 notes et 13 critiques.

### Box-office
| Pays ou région | Box-office      | Date d'arrêt du box-office | Nombre de semaines |
| -------------- | --------------- | -------------------------- | ------------------ |
| États-Unis     | 26 501 323 $    | 19 mars 2015               | 11                 |
| Royaume-Uni    | 7 371 544 $     | 25 janvier 2015            | 4                  |
| France         | 242 755 entrées | 25 février 2015            | 7                  |
| Monde          | 48 854 982 $    | 10 novembre 2015           | -                  |

## Distinctions
En 2015, La Dame en noir 2 : L'Ange de la mort a été sélectionné 4 fois dans diverses catégories et a remporté 2 récompenses.

### Récompenses
- Prix de la bande-annonce d'or 2015 :
  - Prix de la bande-annonce d’or de la Meilleure bande-annonce d'un film d'horreur décerné à Relativity Media et Buddha Jones,
  - Prix de la bande-annonce d’or du Meilleur spot TV d'horreur décerné à Relativity Media et Buddha Jones.

### Nominations
- Prix de la bande-annonce d'or 2015 : Meilleur spot TV d'horreur pour Relativity Media et Industry Creative.
- Prix Rondo Hatton horreur classique (Rondo Hatton Classic Horror Awards) 2015 : Meilleur film pour Tom Harper.